# Poisson dans la cuisine japonaise

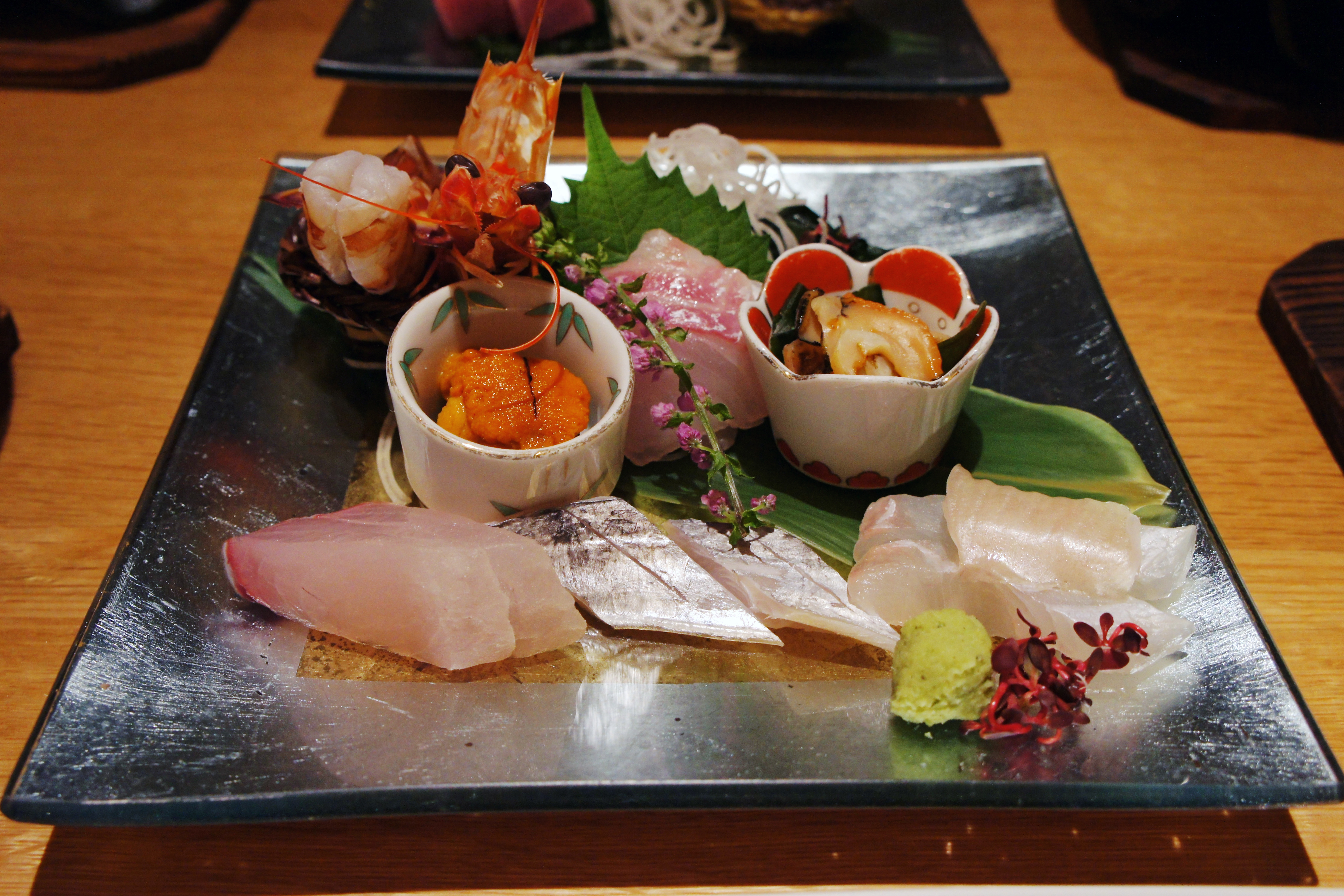
Sashimi.

Les Japonais consomment plus de poisson que de viande (le double en 2005 : dix millions de tonnes contre cinq), parmi lesquels :
- les anguilles d'eau douce (unagi) et de mer ;
- le balaou du Japon ;
- la bonite ;
- le chinchard ;
- la dorade ;
- la limande-sole ;
- le maquereau ;
- la morue ;
- la sardine ;
- le saumon ;
- la sériole ;
- le thon ;
- plus rarement le fugu, et les mammifères marins : dauphin et baleine.